# 大宁河大桥
大宁河大桥是中国重庆市巫山县境内的一座拱桥。 主跨400米，2009年通车。为沪蓉高速公路重庆段的主要工程之一。